# Лопес Матеос, Адольфо
Адольфо Ло́пес Мате́ос (исп. Adolfo López Mateos; 26 мая 1910 года, Атисапан-де-Сарагоса, штат Мехико, — 22 сентября 1969 года, Мехико) — мексиканский политический и государственный деятель, президент Мексики (1958—64 гг.).

## Биография
Родился в семье врача. В 1929 г. окончил научно-литературный институт Толуки, был студенческим лидером Социалистической трудовой партии, участвовал в кампании кандидата в президенты Хосе Васконселоса, бросившего вызов выдвиженцу экс-президента Плутарко Кальеса Паскуалю Ортису Рубио. После этого также изучал право в Национальном автономном университете Мексики, а в 1933 г. перешёл в Национально-революционную партию, чьим оппонентом был несколькими годами ранее, и стал секретарём её главы. Преподавал историю в своей альма-матер в Толуке, затем при Исидро Фабелы возглавил её и занимал ряд государственных должностей.
- 1941—1946 гг. — директор Литературного института Толуки,
- 1946—1952 гг. — сенатор Конгресса Мексики от штата Мехико,
- 1951 г. — один из руководителей Институционно-революционной партии,
- 1952—1958 гг. — министр труда и социального обеспечения,
- 1958—1964 гг. — президент Мексики. Провел ряд социально-экономических реформ, в ходе земельной реформы были перераспределены 16 миллионов гектаров угодий. Кроме того, осуществлялось освоение залежных земель на юге страны. Активно велась борьба с очагами инфекционных болезней, удалось добиться уничтожения оспы, желтой лихорадки и тифа, значительно снизилось заражение мексиканцев малярией.

## Президентство

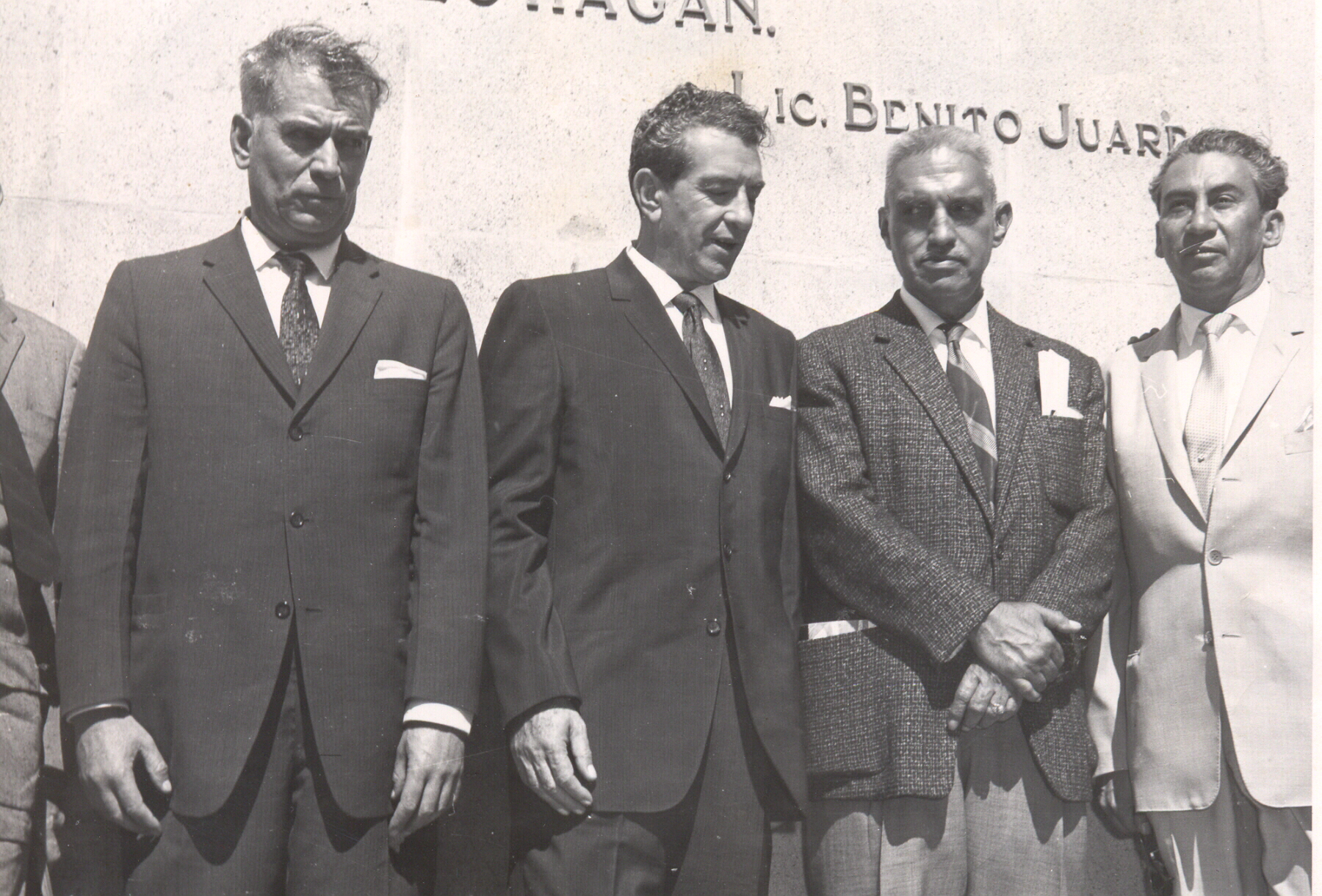
Президент Адольфо Лопес Матеос и главный инженер Оскар Вега Аргуэльес открывают плотину им. Бенито Хуареса

Адольфо Лопес Матеос, определявший себя как «левого в рамках Конституции», считается самым левым президентом Мексики в промежутке между Ласаро Карденасом и Андресом Мануэлем Лопесом Обрадором. Впрочем, с первым из них у него был конфликт в начале своего президентства — Карденас, побывав на Кубе после победы там революции, надеялся на возрождение идеалов и Мексиканской революции. С рядом левых сил он сформировал Движение национального освобождения, требуя продолжения земельной реформы, освобождения заключённых профсоюзных лидеров, доступа к образованию и здравоохранению для всех мексиканцев. Лопес Матеос сперва обвинял экс-президента, что вокруг того «плетутся сети коммунистов», но в итоге реализовал значительную часть его программы.

### Экономика, труд и социальная сфера
При его президентстве был внедрён целый ряд реформ. В экономике, продолжая индустриализацию и «мексиканское экономическое чудо», Матеос проводил курс одновременно на усиление государственного сектора (например, национализацию энергетических компаний) и расширение частных капиталистических предприятий. В 1958—1964 гг. был предпринят ряд шагов по усилению госсектора экономики, в том числе путём покупки контрольного пакета акций предприятий с участием иностранного капитала. Среди крестьян были распределены 16 миллионов гектаров земель, включая экспроприацию собственности американских компаний на крайнем юге страны.
Одним из приоритетов администрации Матеоса стала борьба с бедностью, социальные инвестиции достигли своего максимума, выйдя на показатель в 19,2 % от общего объема инвестиций. Были увеличены расходы на строительство новых учреждений здравоохранения, повышены пенсии и отчисления на медицинское страхование сельского населения. В 1959 г. были введены социальные гарантии для занятых на условиях неполного рабочего дня. Также была разработана и реализована программа масштабного строительства дешевого жилья в крупных промышленных мегаполисах. Один из крупнейших жилых комплексов на 100000 человек был возведен в Мехико. Жилищное строительство сопровождалось введением в эксплуатацию объектов социальной инфраструктуры.
За счет ряда мер, в том числе корректировки законодательства о распределении прибыли, а также контроля над рабочими посредством подчинённой правящей партии Конфедерации трудящихся Мексики во главе с Фиделем Веласкесом Санчесом, правительству удалось снизить забастовочное движение. Также была введена норма о минимальной заработной плате для госслужащих. За счет проведения курса, связанного с жёстким контролем над ценообразованием при заметном увеличении минимального размера оплаты труда удалось добиться повышения покупательной способности населения.

### Образование и культура
За президентский срок Лопеса Матеоса под началом министра народного образования Хайме Торреса Бодета был инициирован одиннадцатилетний план расширения и совершенствования начального образования для полного удовлетворения населения, предусматривавший создание 51 тысячи новых рабочих мест для педагогов и строительство 29 265 классов. Проводилась политика по снижению неграмотности, как среди детей, так и среди взрослого населения. Масштабная реформа образования ставила своей целью обеспечить качественную и доступную услугу на всей территории страны: активно велось строительство школ, налажен массовый выпуск бесплатно распространявшейся учебной литературы.
В этот же период был расширен Национальный политехнический институт и открыты ряд крупных музеев: Национальный музей антропологии в парке Чапультепек, Музей современного искусства, первый в мире музей акварели, археологический музей Акатитлана. Кроме того, началась реализация программы по развитию киноиндустрии.

### Внешняя политика

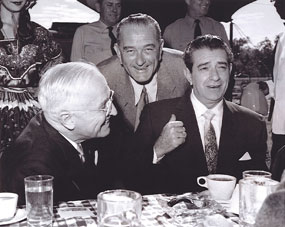
Бывший президент США Гарри Трумэн, будущий президент Линдон Джонсон и президент Мексики Лопес Матеос, 1959 год

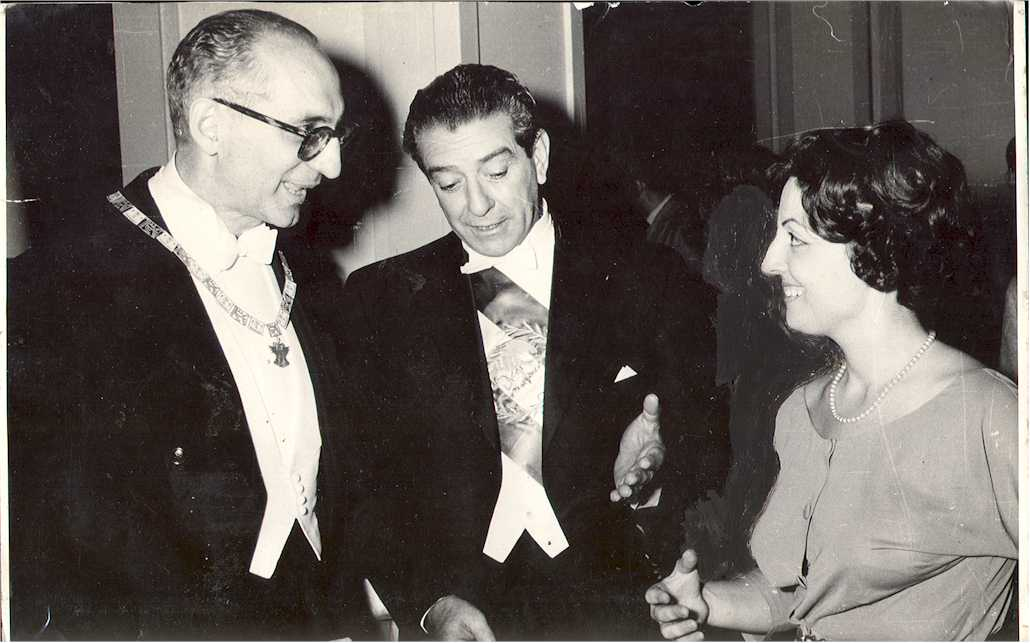
Президент Аргентины Артуро Фрондиси, президент Мексики Лопес Матеос и художница-портретистка Эстрелла Дюпон, 12 мая 1960 года

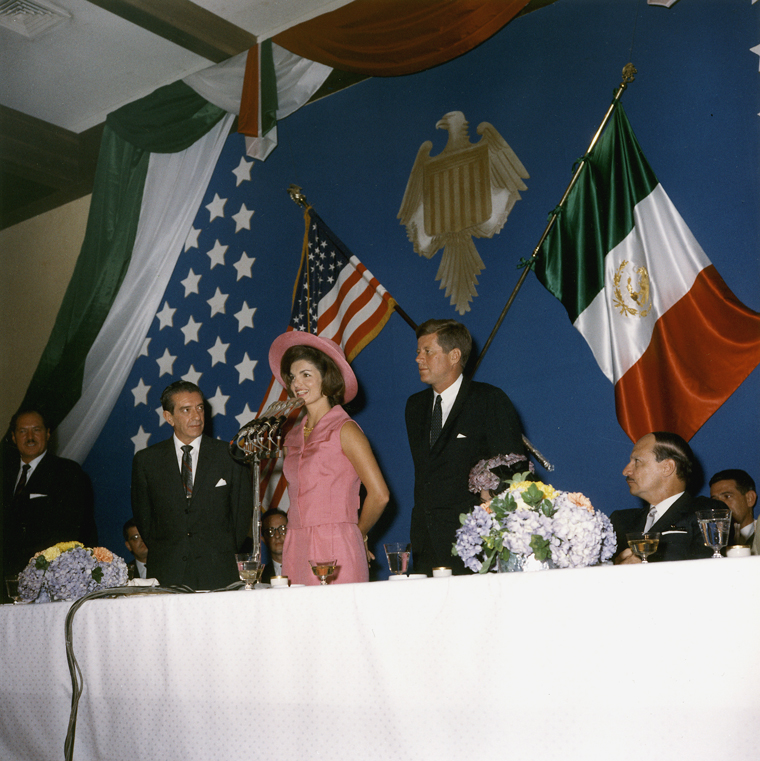
Лопес Матеос принимает Джона и Жаклин Кеннеди в Мехико, 30 июня 1962 года

Во внешней политике, стремясь ослабить зависимость Мексики от США, администрация Матеоса установила более тесные экономические связи с Францией, ФРГ и рядом других европейских государств, также были расширены торговые и культурные контакты с СССР, Польшей, Югославией. По инициативе мексиканского президента в июле 1962 г. в Женеве на заседании Комитета 18 государств по разоружению представителем Мексики было внесено предложение о нераспространении ядерного оружия на Латинскую Америку.
Важным аспектом была большая независимость от Вашингтона в латиноамериканских делах: в частности, мексиканское правительство отказалось от изоляции постреволюционной Кубы и подчёркивала невмешательство в её внутренние дела сообразно своей внешнеполитической «доктрине Эстрады». Оно не поддерживало исключение Кубы из Организации американских государств, а когда ОАГ во время Карибского кризиса голосовала за вывод советских ракет с острова, также потребовала запрета иностранных вторжений на Кубу. Несмотря на всё это, отношения с северным соседом не пострадали — визит президента США Джона Кеннеди в Мексику в июле 1962 г. оказался весьма успешным, а в январе 1964 г. между двумя странами был наконец разрешён длившийся ещё с конца предыдущего века территориальный спор за Чамисаль.

### Внутриполитические изменения
В политической сфере была предпринята попытка политической либерализации за счет принятия поправки к конституции, изменившей процедуру выборов в Палату депутатов с целью поддержки большего представительства для кандидатов от оппозиции в Конгрессе. В итоге на выборах 1964 г. Народно-социалистическая партия получила 10 мест, а Партия национального действия — 20.
Однако это омрачалось продолжением репрессий против рабочего, крестьянского и студенческого движений. Например, могущественный секретарь правительства и преемник Лопеса Матеоса Густаво Диас Ордас отвечал за подавление выступлений рабочих. За забастовки железнодорожников в 1958—1959 году были похищены и брошены в тюрьмы на длительные сроки лидеры стачечного движения — профсоюзные активисты и члены Мексиканской коммунистической партии, в том числе Деметрио Вальехо и Валентин Кампа (по такому же обвинению в нарушении статьи 145 Конституции был заключён до конца президентского срока Лопеса Матеоса и коммунистический художник-муралист Хосе Давид Альфаро Сикейрос). В 1962 г. силовиками был убит крестьянский вожак, борец за земельную реформу Рубен Харамильо, со всей своей семьёй (кроме укрывшейся у местного мэра дочери). Радикализовавшиеся в атмосфере 1960-х студенты разгонялись полицией, что предвещало трагические события в Тлателолько, которые произойдут уже при следующем президенте.

### После президентства
Являлся первым председателем организационного комитета летних Олимпийских игр в Мехико (1968), был одним из инициаторов создания Всемирного боксерского совета. В последние годы состояние Лопеса Матеоса резко ухудшилось, и он ушёл от руководства оргкомитетом олимпиады. У него, на протяжении своей жизни постоянно страдавшего от мигреней, диагностировали аневризмы сосудов головного мозга; он потерял свой голос и способность ходить. Попав в кому, он умер от аневризмы в 1969 году.
В коллективной памяти Лопес Матеос наряду с его предшественником Адольфо Руисом Кортинесом и Ласаро Карденасом остался как один из самых популярных мексиканских президентов XX века. Однако когда к власти пришёл президент Карлос Салинас де Гортари (1988—1994), останки Лопеса Матеоса и его супруги Эвы Самано были эксгумированы и перенесены из столицы в место его рождения (возможно, из-за семейной неприязни нового президента, отца которого Матеос так и не сделал своим преемником). Этот город ныне официально носит название Сьюдад Лопес Матеос.